# Paul Gallez
Paul Gallez (Bruselas, Bélgica, 8 de octubre de 1920 - Bahía Blanca, Buenos Aires, 12 de junio de 2007) fue un cartógrafo e historiador belga nacionalizado argentino, que vivió en la ciudad de Bahía Blanca, provincia de Buenos Aires. Doctorado en Ciencias Diplomáticas y licenciado tanto en Ciencias Políticas como en Ciencias del Desarrollo, fue miembro de la Comisión de Recepción de niños españoles refugiados en Bélgica durante la guerra civil (1937-1939). Fundó y dirigió una cadena de hogares-escuela para hijos de deportados belgas. Sus estudios lo llevaron a Alemania, Austria y Francia. Durante su permanencia en París, al final de la Segunda Guerra Mundial, el Estado Mayor de Eisenhower lo designó para reorganizar la administración del Tirol Montani. 
Después de cuatro años en España llegó a Buenos Aires con una carta de recomendación de José Ortega y Gasset. En una etapa posterior recaló en Bahía Blanca, donde aceptó una cátedra de Economía en la Universidad Nacional del Sur. Fue el primer secretario de la revista Estudios económicos, fundada en 1962 en esa Universidad.
Realizó una amplia investigación sobre mapas antiguos para demostrar que América era conocida mucho antes de la Era de los Descubrimientos, inspirado en trabajos previos realizados por Dick Edgar Ibarra Grasso y Enrique de Gandía.
Fue el primero en identificar la red fluvial de los principales ríos de América del Sur en el mapa de Henricus Martellus Germanus, publicado en 1489, utilizando una red de distorsión.
Él ha calificado al trabajo relativo al estudio del posible conocimiento precolombino de América hecho inicialmente por cartógrafos, geógrafos e historiadores argentinos entre los que se incluye, como el resultado de la llamada Escuela Argentina de Protocartografía.
Publicó sus trabajos bajo los nombres de Paul, Paul J., Pablo y Pablo J. Gallez.

## Publicaciones
- 1990 La Cola del Dragón. América del Sur en los mapas antiguos, medievales y renacentistas. 185 pp., 53 ilus. in-8.º. B. Blanca, Instituto Patagónico.
- 1991 Cristóbal de Haro. Banqueros y  pimenteros en busca del estrecho magállanico. 112 pp., 22 ilustr. in-8.º. B. Blanca, Instituto Patagónico.
- 1999 Protocartografia y exploraciones. 132 pp., 32 mapas, 6 ilust. Bahía Blanca, Inst. Patag.
- Walsperger and His Knowledge of the Patagonian Giants, 1448. In: Imago Mundi. The international journal for the history of cartography. Thaylor & Francis, London 1981 (Jg. 33), S. 91-93
- Problems of regional planning in semi arid countries, The Annals of Regional Science Volume 4, Number 2, 36-42, DOI: 10.1007/BF01294887
- Les travaux de l'Ecole Argentine de Protocartographie, Archives internationales d'Histoire des Sciences, Vol. XXVIII, N.º 102, pp. 119–120, 1978, Wiesbaden, Alemania